# Solanum lianoides
Solanum lianoides är en potatisväxtart som beskrevs av Adolph Daniel Edward Elmer. Solanum lianoides ingår i släktet skattor som ingår i familjen potatisväxter. Inga underarter finns listade i Catalogue of Life.